# Ełowica (obwód Montana)
Ełowica (bułg. Еловица) – wieś w Bułgarii, w obwodzie Montana, w gminie Georgi Damjanowo. Według Ujednoliconego Systemu Ewidencji Ludności oraz Usług Administracyjnych dla Ludności, miejscowość zamieszkuje 37 mieszkańców.